# Marat Chusnullin
Marat Sjakirzianovitj Chusnullin (ryska: Марат Шакирзянович Хуснуллин; tatariska: Марат Шакирҗан улы Хөснуллин: Marat Sjakirdzjan uly Chösnullin), född 9 augusti 1966 i Kazan, är en rysk politiker. Han tjänstgör som Rysslands vice premiärminister för konstruktion och regionalpolitik sedan 2020. Chusnullin var vice borgmästare i Moskva för urban utveckling och konstruktion mellan 2010 och 2020. Från 2001 till 2010 var han minister i det regionala styret i Tatarstan.